# Vale do Loire
Vale do Loire ou Vale do Líger (em francês: Vallée de la Loire) é um vale conhecido como o Jardim da França e o Berço da Língua Francesa. É também de realçar a qualidade do seu património arquitectónico, nas suas cidades históricas, como Amboise, Angers, Blois, Chinon, Montsoreau, Nantes, Orléans, Saumur, e Tours, mas em especial para os seus mundialmente famosos castelos, como o Castelo de Amboise, Chambord, Montsoreau, Villandry e Chenonceau e dos seus vinhos famosos. 
Menos conhecidos mas muito interessantes também, existem alguns castelos medievais como o castelo de Rivau, os seus estábulos reais e os seus jardins de contos de fadas, o castelo de Langeais e a Fortaleza Real de Chinon.   
A paisagem do Vale do Loire, e mais particularmente nos seus muitos monumentos culturais, ilustra um grau excepcional dos ideais do Renascimento e do Iluminismo na Europa Ocidental. O Vale do Loire é uma excelente paisagem cultural de grande beleza, contendo, vilas e aldeias históricas, grandes monumentos arquitetónicos, os seus muitos castelos e os seus vinhos. 

Castelo de Chambord

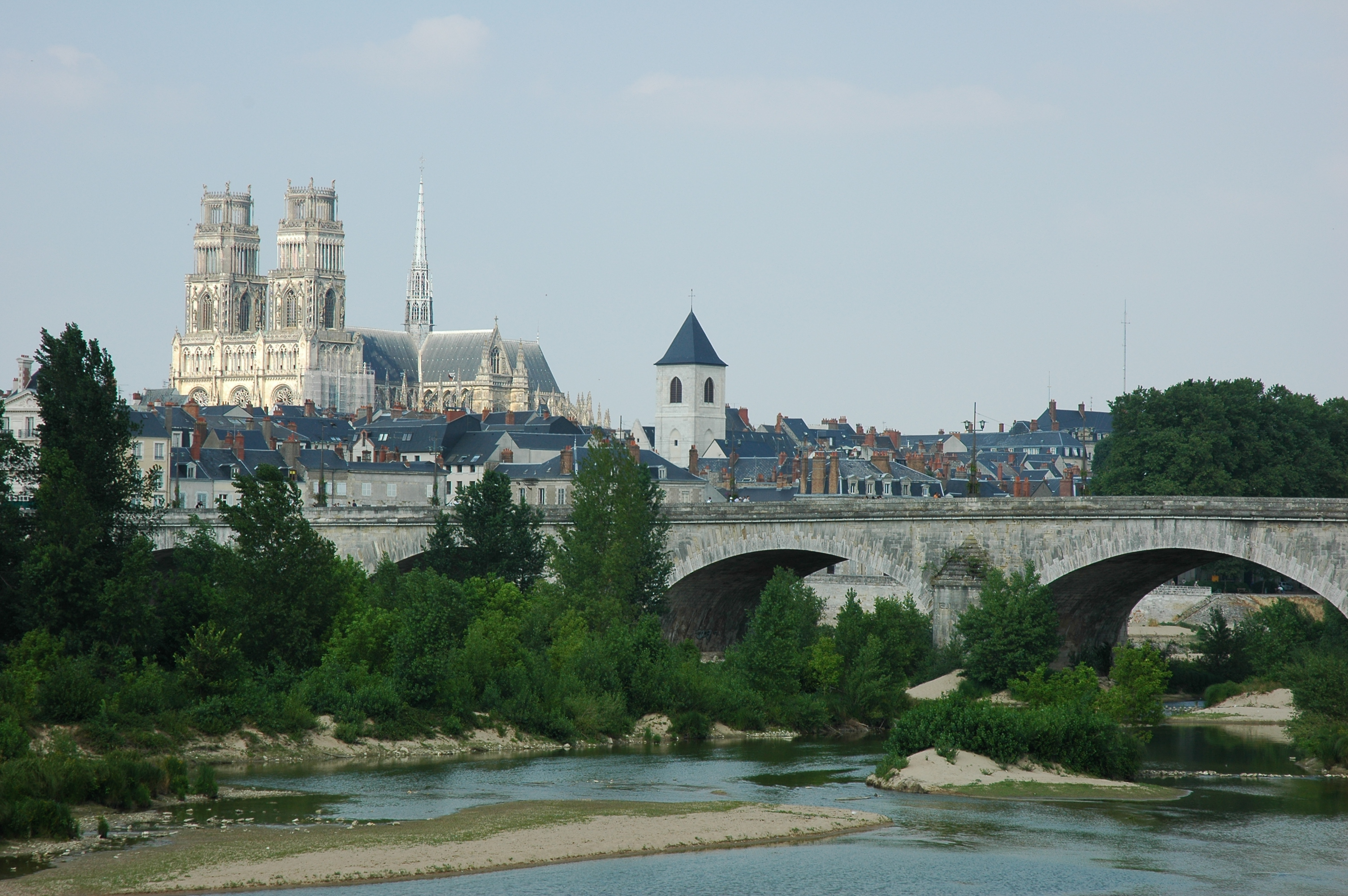
Orléans

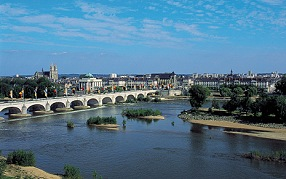
Tours

Em 2 de dezembro de 2000, a UNESCO acrescentou a parte central do vale do rio Loire, entre Maine e Sully-sur-Loire, para a sua lista de Património Mundial. Ao escolher esta área que inclui os departamentos franceses de Loiret, Loir-et-Cher, Indre-et-Loire, e Maine-et-Loire, a comissão disse que o Vale do Loire é: 

uma excepcional paisagem cultural, de grande beleza, composta de cidades e vilas históricas, grandes monumentos arquitetónicos — os Châteaux — e terrenos que foram cultivados e moldados por séculos de interação entre as populações locais e as suas características físicas do ambiente, em especial do próprio Loire.
No mesmo tempo, o Vale do Loire é composto de muitos jardins notáveis como os do Castelo de Villandry, do Castelo de Chaumont-sur-Loire e por fim os do Castelo de Rivau e os seus jardins de contos de fadas.

## Castelos do Vale do Loire
Os castelos, contando com mais de trezentos, representam uma nação de construtores começando com os necessários castelo fortificados no século X, para o esplendor dessas construções meio milénio mais tarde. Quando os reis franceses começaram a construir os seus enormes castelos aqui, a nobreza, não querendo nem sequer se atrever a ser medida a partir da sede do poder, seguiu o exemplo. A sua presença no exuberante e fértil vale começou a atrair os melhores designers paisagísticos. 
Em meados do século XVI, Francisco I deslocou o centro do poder da França do Loire para a antiga capital, Paris. Com ele foi o grande arquitecto do Vale do Loire, mas continuou a ser o lugar onde a maioria da realeza francesa preferiu passar a maior parte do seu tempo. A ascensão de Luís XIV, em meados do século XVII, levou a instalação permanente do realeza quando ele construiu o Palácio de Versalhes. No entanto, aqueles que ganharam o apoio e favores do rei e da alta burguesia, continuaram a renovar os existentes ou a construir novos castelos luxuosos como a sua residência de verão, na região do Loire. 
A Revolução Francesa viu um grande número de castelos franceses destruídos e muitos saquearam os seus tesouros. O empobrecimento de muitos dos nobres depostos, geralmente após um dos seus membros perderam a sua cabeça na guilhotina, fez com que muitos castelos fossem demolidos. Durante a I e a II Guerra Mundial, alguns castelos foram utilizados como Quartéis-generais militares. Alguns destes continuaram a ser utilizados desta maneira após o fim da Segunda Guerra Mundial. 
Hoje, estes servem como propriedade privada e habitação; alguns abrem suas portas para visitas turísticas, enquanto outros são exploradas como hotéis ou albergues. Muitos têm sido assumidos por uma autoridade do governo local ou a estruturas gigantes como o de Chambord que é propriedade e gerido pelo governo nacional e são os principais locais turísticos, atraindo centenas de milhares de visitantes cada ano.